# La Muntanyeta (Formiguera)
La Muntanyeta és una muntanya de 2.413,6 m d'altitud situada en el vessant nord-est del Massís del Carlit, en el terme comunal de Formiguera, a la comarca del Capcir, de la Catalunya del Nord. Està situat en el centre de la zona de l'extrem de ponent del terme comunal de Formiguera. És a llevant del Pic i del Coll de l'Home Mort, al nord-est del Puig de Camporrells i al sud-est del Puig de Morters.